# Giro argumental
Un giro argumental es un cambio en la cadena de acontecimientos de una trama, bien sea en literatura, teatro o cine. Se presenta con más frecuencia cerca del final de la obra, pero también puede encontrarse hacia la mitad. Estos giros cambian dramáticamente el objetivo de los personajes.
Se le conoce también como giro argumental, giro de guion, punto de giro, revés dramático, final sorpresa o vuelta de tuerca, y en inglés como plot twist, twist ending o beat ending. En la estructura clásica, se conocen tres puntos:
- primer punto de giro.
- punto medio (mid point).
- segundo punto de giro.

La mayor parte de los finales sorpresa pueden encuadrarse en una de las siguientes cinco estructuras:
- por efecto de la construcción narrativa.
- analepsis o discontinuidad narrativa o temporal.
- anagnórisis o descubrimiento.
- elementos intrínsecos y
- elementos circunstanciales.

Todo ello sin perjuicio de que haya elementos que en una obra constituyan por sí mismos la estructura en la que se basa el giro argumental final y que en otras sirvan de soporte a otra estructura o la complementen.

## Por efecto de la construcción narrativa

### Narrador no fidedigno
Se atribuye la creación de esta fórmula a Agatha Christie, que la empleó por primera vez en El asesinato de Roger Ackroyd. Consiste en engañar al lector/espectador, que tiende a confiar en el narrador, construyendo la trama sobre una serie de mentiras que quedan develadas en la culminación de la obra.
Una de las primeras películas en recurrir a este artificio fue El gabinete del doctor Caligari (Robert Wiene). En ella, se invita al espectador a identificarse con el protagonista en la persecución de un doctor enloquecido, para confrontarlo en el momento en el que ambos coinciden en el sanatorio con la realidad: toda la narración es el delirio de un loco. Más tarde esa misma trama, con el matiz de la duda final en si es realidad o toda una fabulación psicótica, la plasmó Torcuato Luca de Tena en su novela Los renglones torcidos de Dios. Más tarde, con la misma trama aunque sin dejar la duda final publicó Dennis Lehane la novela Shutter Island, que Martin Scorsese convirtió en película en 2010 con el mismo título.
Tal vez el paradigma en el uso de este artificio sea Sospechosos habituales (Bryan Singer). En esta película, un interrogatorio sirve como hilo conductor de una narración en la que el público está siendo engañado junto al interrogador.

### Efecto Rashomon
Esta técnica inspira su nombre en el título de la película Rashōmon (Akira Kurosawa) y supone la revisión de unos mismos hechos por diversos personajes que alimentan la trama con su percepción subjetiva. En El último duelo (Ridley Scott) se homenajea esta película tanto en el recurso narrativo como en la propia trama. La película Héroe (Zhang Yimou) también utiliza este recurso, pues a medida que se conocen las diversas historias de los protagonistas, el supuesto villano termina apareciendo como una heroica víctima. Asimismo, las novelas La cuarta verdad (Iain Pears) y Siete tipos de ambigüedad (Elliot Perlman) recurren a esta técnica para el desarrollo de su trama.

## Analepsis o discontinuidad narrativa o temporal

### Retrospección
La retrospección consiste en iniciar la trama por el final y culminar con el hecho que le dio origen. Tal vez el máximo exponente reciente de este procedimiento sea Memento (Christopher Nolan). La película, íntimamente relacionada con la amnesia (véase anagnórisis o descubrimiento), se inicia con una ejecución y culmina con el hecho que le dio origen.
Otro gran exponente puede ser la obra literaria Carta del más allá (Torcuato Luca de Tena), en donde la historia parte con el asesinato del protagonista, y continúa resolviendo enredos y otros hasta llegar a descubrirse al asesino, junto con las razones y las consecuencias.
En Crónica de una muerte anunciada (Gabriel García Márquez), la historia comienza con la muerte de Santiago Nasar y relata luego los hechos que llevaron a su asesinato.

### Flashbacks
Bajo esta técnica, la trama se construye o complementa con recuerdos. La sorpresa final puede venir cuando, como en La escalera de Jacob (Adrian Lyne), lo que se creía que eran los recuerdos es la realidad, y lo que se creía que es el mundo real es un delirio.
Lo mismo pasa en el relato de La noche boca arriba de Julio Cortázar, donde el sueño del motociclista con el indio "moteca" es a la inversa y lo absurdo es lo que se vive en el mundo presente.

### Flashforward
A diferencia del flashback, con esta técnica la trama se construye o se complementa trasladando la acción al futuro, es decir, mostrando imágenes de acciones futuras. Ejemplos son las películas They Shoot Horses, Don't They? (Sydney Pollack), basado en la novela de Horace McCoy del mismo título, la serie de ABC, FlashFoward y The Devil's Advocate.

### Ensoñación
Son múltiples las obras que recurren a los sueños para explicar los giros que ha sufrido la trama. Una interesante variación la presenta Pesadilla en Elm Street (Wes Craven), en la que el giro argumental no se produce saliendo del mundo de los sueños, sino entrando en él, cuando se creía estar en el mundo real a salvo de la influencia del temible asesino.

### Banda de Möbius
Al igual que la Banda de Möbius, que tiene una sola cara y cuyo origen es su final (de forma similar a algunos cuadros de Escher), existen muchos ejemplos de obras en las que el final desvela que el protagonista ha sido quien lo ha provocado. Tal vez el ejemplo más claro sea Carretera perdida (David Lynch), en la que el receptor de la noticia de la muerte que desencadena la trama resulta, al final de la película, ser su emisor.
También podría incluirse en este epígrafe la película Doce monos (Terry Gilliam), basada en la brillante obra experimental La Jetée (Chris Marker), en la que el protagonista es elegido para viajar al pasado precisamente por la fuerza con la que le marcó un hecho del pasado que provoca él mismo en su viaje.
De forma similar, en El protegido (M. Night Shyamalan), el protagonista descubre que la persona que le ha dado su ubicación en el mundo tras un terrible incidente es la misma que provocó ese incidente, y en La vida de David Gale (Alan Parker) el protagonista, en su cruzada contra la pena de muerte, provoca su propia ejecución para demostrar que el sistema es inconsistente.

### In medias res
Tal y como indica la expresión latina, consiste en iniciar la narración en mitad de la trama para ir reconstruyendo el pasado a medida que se avanza hacia el final de la obra. Esta técnica está muy presente en diversas obras con final sorpresa, generalmente complementada con otras técnicas. Un ejemplo en el que se presenta es la película La leyenda del pianista en el océano en la que se intercalan hechos en tiempo real con flashbacks.
El serial televisivo argentino Amar después de amar, escrito por Erika Halvorsen y Gonzalo Demaria, utiliza este género narrativo para contar su historia a lo largo de 70 capítulos.

## Anagnórisis o descubrimiento

### No muertos
Esta técnica es la que probablemente más éxito de público ha tenido en los últimos tiempos. Se atribuye su invención a Ambrose Bierce en su relato Lo que pasó en el Puente de Owl Creek, adaptada libremente al cine como El carnaval de las almas (Herk Harvey). Se trata de hacer creer que el protagonista está vivo, para develar al final que no es así. The Sixth Sense (M. Night Shyamalan) es quizás la obra más conocida de este género.
Supone una variación de esta técnica el controvertido final de Saw (James Wan), en el que la persona que todos creían muerta está en realidad viva. Sorpresa similar a la de El tercer hombre (Graham Greene), adaptada al cine por Carol Reed, aunque en este caso el giro tiene lugar en mitad de la trama. También de Graham Greene es el relato Una salita de la calle Edgware, en la que el protagonista, atormentado con la resurrección de la carne, experimenta una variación muy inteligente de esta fórmula durante un misterioso encuentro con un hombre manchado de sangre al que toma por un buscado asesino, para descubrir que lo que había desaparecido era la víctima.

### Disociación de identidad
A través de esta técnica, el protagonista descubre que su némesis es él mismo. Está llevada a cabo magistralmente en la novela El club de la lucha (Chuck Palahniuk), adaptada al cine por David Fincher, en la que el conflictivo protagonista pretende detener al controvertido Tyler Durden, su alter ego.
El corazón del ángel (Alan Parker), basada en la novela El ángel caído (William Hjortsberg), es otro buen ejemplo de la utilización de la disociación de identidad, con el ingrediente de la amnesia más desarrollado.
En el reverso opuesto está Las dos caras de la verdad (Gregory Hoblit), basada en la novela Primal Fear (William Diehl), en las cuales se hace creer que el protagonista tiene doble personalidad cuando él está engañando a su abogado para salir indemne del asesinato de un arzobispo.
Otro ejemplo de esta técnica es la película La ventana secreta, basada en la novela corta La ventana secreta, el jardín secreto, del escritor Stephen King.
También podemos ver un ejemplo en la película de Alfred Hitchcock Psicosis, basada en la novela homónima donde al final de la trama descubrimos que la madre de Norman Bates está muerta y que la “madre” que había asesinado a Marion Crane y a Arbogast era en realidad el propio Norman disfrazado de su madre, pues en ocasiones tenía la personalidad de su esta.

### Clonación
Relacionada con la disociación de identidad está la clonación, en la que un personaje resulta ser un clon de otro. En el relato Impostor (Philip K. Dick), adaptada al cine como Infiltrado (dirigida por Gary Fleder), se juega con la clonación y se genera un giro final muy convincente.
Una variante de la clonación podría ser la trama que presenta La noche de los cristales rotos (Wolfgang Petersen), basada en la novela de Richard Neely. En ella, también relacionada con la amnesia, el protagonista no ha sufrido una clonación, pero sí una completa cirugía facial.

### Distintos tiempos
Otra posible fórmula para buscar la sorpresa del lector/espectador es la de mostrar dos tramas que parecen continuas pero que pertenecen a distintos tiempos o la de hacerle creer que está asistiendo a un momento temporal cuando se trata de otro. Una de las primeras y más célebres historias en acudir a esta técnica es El planeta de los simios, novela francesa de 1963 escrita por Pierre Boulle y El planeta de los simios, posterior adaptación de Franklin J. Schaffner en 1968, en la que el protagonista cree haber viajado en el espacio cuando lo ha hecho en el tiempo. Recientemente, la película Saw II (Darren Lynn Bousman) ofreció una brillante ejecución de esta técnica al someter al detective protagonista al frenesí de tener que averiguar la ubicación de la casa en la que su hijo está siendo sometido a distintas pruebas, para develar finalmente que las imágenes que él veía de la casa habían sido grabadas.
Ya experimentó Jorge Luis Borges con esta estructura en su relato Emma Zunz, en el que la protagonista se cobra la venganza por la muerte de su padre saliendo airosa al construir su coartada en distintos tiempos.
A esta categoría, pero íntimamente relacionada con la estructura analizada en el primer apartado (por efecto de la construcción narrativa), pertenece también La ruleta rusa (Ricardo Balasch), en la que el giro final se produce por efecto del propio texto que se está leyendo, lo que hace al lector comprender que, desde el principio, la historia estaba ya cerrada.

### Realidad simulada
Tal vez el giro más sorprendente de esta modalidad propiciada por la ciencia ficción, en la que el mundo que se muestra no es real, lo ofrezca la película The Thirteenth Floor (Josef Rusnak). También digna de mención es eXistenZ (David Cronenberg).
También entra en la categoría la tríologia Matrix (hermanas Wachowski), en donde todo el mundo cree vivir en la realidad, siendo la verdad que todos están atrapados por una supercomputadora que simula la realidad para ellos.

### Timador
Múltiples son los casos en los que los autores han recurrido al timo para sorprender al lector/espectador al tiempo que despluman a uno de los incautos protagonistas. Dignos ejemplos son Casa de juegos (David Mamet), Confidencia (James Foley) y, sobre todo, Nueve reinas (Fabián Bielinsky). Un gran giro en la trama a causa de un timo puede verse de manera inteligente en la película Affinity de Tim Fywell.

### Confusión de sexos
La confusión de sexos, consistente en generar una sorpresa al presentar como hombre lo que era una mujer o a la inversa, tiene varios ejemplos entre el género de los Giallo italianos (cine de misterio y terror, cuyo máximo exponente es Dario Argento) y se utilizó para resolver la película El color de la noche (Richard Rush), protagonizada por Bruce Willis. Sin embargo, en la película Juego de lágrimas (Neil Jordan), el giro no cierra la película. Otro ejemplo es la serie Elementary, en donde parece que el villano era hombre, pero resultó ser la amante del protagonista. Del mismo modo ocurre de manera antonomásica en la película Predestination.

### Amnesia
La amnesia, más que un elemento para producir el giro final de una trama, es utilizado como complemento de otra técnica, como paraguas para propiciar la sorpresa del espectador.

### Malentendido
Como en la propia vida, el malentendido o confusión es una inagotable fuente de sorpresas. Un buen ejemplo es La conversación (Francis Ford Coppola), película que se ubica en la época de las escuchas del Watergate. En ella, el protagonista, un espía, pretende evitar un asesinato y, por efecto del malentendido, termina propiciando otro.
También juega con el malentendido la película Plan oculto (Spike Lee), en la que parece partirse de una situación de fracaso para demostrarse, al final, que ha sido un sorprendente éxito.

### Paranoia
La paranoia, como la ensoñación y la disociación de identidad, también es un campo muy productivo para las sorpresas. Además de la mencionada El gabinete del doctor Caligari (Robert Wiene) -ver apartado sobre la construcción narrativa; el narrador no fidedigno-, cabría mencionar el giro, en este caso en mitad de la trama, de Una mente maravillosa (Sylvia Nasar), adaptada al cine por Ron Howard.

### Conspiración
El descubrimiento de que todas las peripecias que sufre el protagonista se deben a una conspiración es también un argumento muy fértil para la producción de giros finales sorprendentes. Digna de mención es la película Oldboy (Chan-wook Park) y también Locos de ira. Entraría también como máximo exponente de este tipo de giros, la película El Juego.

## Elementos intrínsecos

### Arma de Chéjov
Se trata de un elemento que aparece al inicio de la trama y que demuestra tener trascendencia al final de la misma. Su nombre proviene de la afirmación del escritor ruso Antón Chéjov, quien manifestó que «no se debe introducir un rifle cargado en un escenario si no se tiene intención de dispararlo», en alusión a la necesidad de no introducir elementos superfluos en una historia.
Él mismo utilizó esta técnica en su obra Tío Vania.
Un ejemplo podría ser el martillo que adquiere el protagonista de The Shawshank Redemption (Frank Darabont) al inicio de la trama y que utiliza a lo largo de 19 años para cavar un túnel. También sirve de ejemplo la penúltima escena de Cuento de verano, donde la trama da un giro debido a la presencia de un magnetófono presentado anteriormente en la historia.

### Red Herring
Red Herring es un término anglosajón que se refiere a una pista falsa que pretende desviar la atención del lector/espectador hacia una solución incorrecta. Se considera un buen ejemplo el episodio «A través del espejo» de la serie Lost, en el que el público es inducido a creer que está viendo recuerdos del pasado, como había sido el patrón habitual, para descubrir al final que se trata de imágenes de un futuro después de la isla.

## Elementos circunstanciales

### Justicia poética e ironía
La justicia poética y la ironía son instrumentos a través de los que el autor busca sorprender al lector/espectador con un giro por el que se premia o castiga al protagonista, teniendo ese giro una relación intrínseca con el desarrollo de la trama. Un giro irónico muy conocido está presente en el relato de O. Henry (seudónimo de William Sydney Porter) titulado Regalo de Reyes, en el que cada protagonista renuncia a lo que más quiere para hacer un regalo a su pareja, descubriendo que el regalo está relacionado con ese algo que ya no tienen.
Otro ejemplo de ironía es el final de Arlington Road (Mark Pellington), magistral construcción de una vuelta de tuerca donde se termina propiciando aquello que pretendía evitar.
Un ejemplo reciente es la película Match Point (Woody Allen), en la que el espectador cree que el protagonista se verá perjudicado por algo que le ha salido mal, pero que le termina beneficiando.

### Deus ex machina
Esta expresión latina, que puede traducirse como “Dios surgido de una máquina”, se emplea en los finales resueltos por la intervención inesperada de un ser o fuerza superior que soluciona el problema narrativo. Por ejemplo, "el tío rico de América" del que nunca antes se ha hablado, al final de la historia proporciona a la protagonista la dote para casarse. Generalmente es mal recibido, ya que suele hacer finales que no tienen lógica con la trama.

### Cliffhanger
También se trata de una expresión anglosajona que define una situación sobrevenida que deja al protagonista en una posición complicada para crear incertidumbre en el lector/espectador. El cual, y esa es la idea, se quede con las expectativas o ilusiones de que habrá una continuación. Un recurso muy utilizado en las novelas editadas por entregas del XIX y principios del XX, en los que cada capítulo busca dejar expectante al lector, para que compre la siguiente entrega. La serie Lost refleja a la perfección este estilo, dejando abierta la puerta a nuevas incógnitas al final de cada capítulo.